# Droits de l'homme en Éthiopie
Les droits de l'homme en Éthiopie sont garantis par le chapitre 3 de la Constitution.

## Meurtre d'enfants "maudits"
Parmi certains groupes ethniques du sud de l'Éthiopie, les bébés et les jeunes enfants considérés comme « maudits » ou mingi sont généralement tués par noyade dans une rivière, par précipitation d'une falaise, ou en les abandonnant dans la brousse pour qu'ils meurent de faim ou soient mangés par les animaux sauvages. Les Karos ont officiellement interdit le Mingi en juillet 2012.

## Sources

## Compléments